# Miziya (obchtina)
La commune de Miziya (en bulgare Община Мизия - Obchtina Miziya) est située dans le nord-ouest de la Bulgarie.

## Géographie
La commune de Miziya est située dans le nord-ouest de la Bulgarie, à 160 km au nord-nord-est de la capitale Sofia. Le territoire de la commune s'étend dans le plaine au sud du Danube ; la commune a une petite sortie sur le fleuve.
| 1975 | 1985 | 1992 | 2001 | 2005  | 2008  | 2011  |
| ---- | ---- | ---- | ---- | ----- | ----- | ----- |
| -    | -    | -    | -    | 8 353 | 7 637 | 7 455 |

## Histoire
Les restes historiques découverts sur le territoire de la commune font apparaître l'existence d'un habitat local remontant à 3000 ans av. J.-C. Les tribus Thraces établies à cet endroit ont laissé des traces importantes de leur présence. Le trésor de Boukiovtsi - découvert en 1925 à proximité du village de même nom - fut daté du IVe siècle av. J.-C. Il est constitué d'objets en argent (vaisselle et bijoux). Un élément de ce trésor servit à illustrer un timbre-poste de 1976. Le trésor est exposé, aujourd'hui, au Musée archéologique national à Sofia.
Le Pont bossu dans le village de Lipnitsa a été construit sous l'Empire romain, à proximité d'une voie romaine d'importance : la "Via Singiduno usque ad Conctantinopolim per piram Danubii". Il fait partie de la Route Botev.
Les restes archéologiques font apparaître que le village de Krouchovitsa existait à l'époque du Deuxième État bulgare. Il en est de même de l'église Saint-Nicholas (Svéti Nikola), dans le village de Sofroniévo, même si elle fut achevée au XIXe siècle. Autour de l'église et à proximité subsistent des nécropoles bien conservées (environ 450 pierres tombales) ; elles comportent des inscriptions allant du XIVe au XIXe siècle. Cette église a été déclarée comme monument culturel de signification nationale.
Le premier endroit habité de la commune à avoir été mentionné dans un écrit est le village de Boukiovtsi (ancien nom de la ville de Miziya) ; il figure dans un registre ottoman de 1848. Il est né autour de deux tchifliks turcs. En 1870 fut créé un comité révolutionnaire secret qui accueillit la visite de Vassil Levski. L'école fut ouverte en 1870 et l'église "Sainte ascension du Christ" (Svéto Vaznessénié Hristovo) fut bâtie en 1874 à Miziya.
L'ancienne mairie et sa tour de l'horloge ont été construites en 1929 grâce à des donations.

## Administration
Le chef-lieu de la commune est la ville de Miziya et elle fait partie de la région de Vratsa.

### Structure administrative
La commune compte 1 ville et 5 villages :
| - ville de Miziya - village Krouchovitsa - village Lipnitsa | - village Saraevo - village Sofronievo - village de Voyvodovo |

### Maires
- 1995-1999 Ivanka Kountchéva (coalition électorale PSB, UAAS, (CPE))
- 1999-2005 Ivan Dakov (Gauche démocratique unie puis PSB) en 2003)
- 2005-201. Violyn Krouchovénski (MNSP)

### Jumelages
La commune de Miziya est jumelée avec les communes suivantes :
- Bilopillia (Ukraine)